# Украинка (Восточно-Казахстанская область)
Украинка (каз. Украинка) — село в Уланском районе Восточно-Казахстанской области Казахстана. Входит в состав Толеген Тохтаровского сельского округа. Находится примерно в 17 км к северу от районного центра, посёлка Касыма Кайсенова. Код КАТО — 636275600.

## Население
В 1999 году население села составляло 636 человек (298 мужчин и 338 женщин). По данным переписи 2009 года, в селе проживал 681 человек (318 мужчин и 363 женщины).